# Habroloma elaeocarpusi
Habroloma elaeocarpusi (лат.) — вид златок рода Habroloma из подсемейства Agrilinae.
Япония (Кюсю и остров Яку).

## Описание
Мелкие жуки-златки клиновидной формы  и утонченное сзади (длина 3,1—3,3 мм, ширина 1,8—1,9 мм), имеют переднеспинку с задним краем с тремя выемками. Тело сверху полностью чёрно-бежевое; снизу тело, ноги и усики чёрные, с очень слабым бежевым оттенком. Надкрылья уплощённые, орнамент состоит из белого опушения, на задней половине с тремя поперечными полосами, передняя косо зигзагообразная, две задние поперечно прямые. Гениталии самца со стройным тегменом с парамером, с сетами по переднему краю, и стройным пенисом с округлой вершиной. От близких видов отличается следующими признаками: надкрылья покрыты сероватыми волосками и с двумя волнистыми поперечными серебристыми полосками на задней половине; передние полоски М-образные; простернальный отросток сильно расширен в заднем направлении. Брюшная поверхность тела уплощена; индекс толщины (толщина тела/длина тела) менее 0,36; простернальный отросток как перевернутая трапеция, задний край линейно усечён.
Растение-хозяин. Элеокарпус (Elaeocarpus), Elaeocarpus japonicus.